# Orleans (Iowa)
Orleans és una població dels Estats Units a l'estat d'Iowa. Segons el cens del 2000 tenia 583 habitants.

## Demografia
Segons el cens del 2000, Orleans tenia 583 habitants, 274 habitatges, i 197 famílies. La densitat de població era de 225,1 habitants/km².
Dels 274 habitatges en un 17,9% hi vivien nens de menys de 18 anys, en un 63,1% hi vivien parelles casades, en un 6,9% dones solteres, i en un 28,1% no eren unitats familiars. En el 25,2% dels habitatges hi vivien persones soles el 16,1% de les quals corresponia a persones de 65 anys o més que vivien soles. El nombre mitjà de persones vivint en cada habitatge era de 2,13 i el nombre mitjà de persones que vivien en cada família era de 2,48.
Per edats la població es repartia de la següent manera: un 14,6% tenia menys de 18 anys, un 5,5% entre 18 i 24, un 14,9% entre 25 i 44, un 31,4% de 45 a 60 i un 33,6% 65 anys o més.
L'edat mediana era de 53 anys. Per cada 100 dones de 18 o més anys hi havia 93 homes.
La renda mediana per habitatge era de 41.818 $ i la renda mediana per família de 57.000 $. Els homes tenien una renda mediana de 36.786 $ mentre que les dones 27.750 $. La renda per capita de la població era de 28.451 $. Entorn del 6% de les famílies i el 9,2% de la població estaven per davall del llindar de pobresa.

## Poblacions més properes
El següent diagrama mostra les poblacions més properes.